# Chapelle du Crucifix de Hollogne-sur-Geer
Pour les articles homonymes, voir Chapelle du Crucifix.
La chapelle du Crucifix, appelée aussi chapelle Là-Haut, est un édifice religieux catholique classé situé dans la section de Hollogne-sur-Geer faisant partie de la commune de Geer en province de Liège (Belgique).

## Situation
La chapelle se situe dans les campagnes cultivées au sud-est du village hesbignon de Hollogne-sur-Geer, le long et en contrehaut de la rue de Celles et à environ 225 m à vol d'oiseau de la Chaussée romaine (route nationale 69, ancienne chaussée romaine de Bavay à Cologne). Deux tilleuls séculaires précèdent l'édifice. L'altitude est de 130 m. 

## Historique
Cette chapelle est érigée à l’initiative de la famille de la Hault à la fin du XVIIIe siècle, d'où son appellation déformée de chapelle Là-Haut. Cette chapelle succède sans doute à un édifice de 1725 comme en témoignent les deux chronogrammes gravés sur des piliers de calcaire reprenant les inscriptions suivantes : "JesVs par sa saInte CroIX noVs fasse MIserICorDe" et  "qV'en LaVtre MonDe noVs eVsslons Le repos eterneLe aInsI soIt IL" .

## Architecture
Érigée sur une base carrée d'environ 5 mètres de côté, la chapelle est bâtie en brique avec des chaînages d'angle en pierres calcaires équarries. L'accès à la chapelle se fait par la façade sud-ouest (côté rue) en empruntant cinq marches en pierre bleue menant à la porte axiale surmontée d'un linteau droit. Les deux faces latérales sont percées d'une baie cintrée avec encadrement en pierre calcaire. La toiture d'ardoises à quatre pans est surmontée d'une croix en fer forgé.

## Classement
L'ensemble formé par la chapelle du crucifix et les terrains environnants, à Hollogne-sur-Geer sont classés depuis le 22 octobre 1973 et repris sur la liste du patrimoine immobilier classé de Geer. 